# Joshua Foer
Joshua Foer (né le 23 septembre 1982 à Washington) est un journaliste et champion de mnémotechnique américain.

## Biographie

### Jeunesse et études
Joshua Foer est le frère cadet de Jonathan Safran Foer et Franklin Foer (en). Son père est le fondateur et l'ancien président de l'American Antitrust Institute (en), et sa mère fondatrice et présidente d'une société de relations publiques. Il étudie à l'Université Yale où il obtient un baccalauréat universitaire ès lettres en 2004.

### Carrière
En 2006, il remporte le U.S.A. Memory Championship, et bat par la même occasion un record américain de mémorisation en retenant l'ordre d'un jeu de 52 cartes en une minute et quarante secondes.
Il publie son premier livre, Aventures au cœur de la mémoire (Moonwalking with Einstein (en)) en mars 2011 chez Penguin Books sur le sujet de ce record ; il en obtient une avance de 1,2 million de dollars. Les droits d'adaptation au cinéma sont achetés peu après par Columbia Pictures.
Foer a été publié dans The New York Times, The Washington Post, Slate et The Nation.
Il est le cofondateur du webzine Atlas Oscura (en) et de l'organisation Sefaria (en), une bibliothèque numérique open source dédiée aux textes juifs.
Il a été orateur de la conférence TED de février 2012.